# Pereval Dolonskij
Pereval Dolonskij (ryska: Перевал Долонский) är ett bergspass i Kirgizistan.   Det ligger i oblastet Naryn Oblusu, i den centrala delen av landet, 150 km sydost om huvudstaden Bisjkek. Pereval Dolonskij ligger 3 030 meter över havet.
Terrängen runt Pereval Dolonskij är lite bergig, och sluttar norrut. Runt Pereval Dolonskij är det mycket glesbefolkat, med 5 invånare per kvadratkilometer. Trakten runt Pereval Dolonskij består i huvudsak av gräsmarker.